# Neomphaloidea
Sous-classe
Super-famille
Les Neomphaloidea sont une super-famille de mollusques gastéropodes, seule de la sous-classe des Neomphalina.

## Liste des familles
Selon World Register of Marine Species (15 décembre 2018) :
- famille Melanodrymiidae Salvini-Plawen & Steiner, 1995
- famille Neomphalidae McLean, 1981
- famille Peltospiridae McLean, 1989
- famille unassigned Neomphaloidea